# Законодательная власть

Двухпалатные парламенты
Однопалатные парламенты
Парламент отсутствует

Законода́тельная власть — ветвь власти в области государственного законодательства, разрабатывающая и принимающая законы и характерная для государственного устройства, в котором реализуется принцип разделения властей.

## История
В государствах, где имеет место разделение властей, законодательная власть принадлежит отдельному государственному органу, занимающемуся разработкой законодательств. В функции законодательных органов также могут входить утверждение правительства, утверждение изменений в налогообложении, утверждение бюджета страны, ратификация международных соглашений и договоров, объявление войны и так далее. Законодательный орган — орган законодательной власти в государстве или стране, занимающийся разработкой и принятием законов и другим. Может называться: Дума, Рада, Совет, Сейм и так далее. Общепринятое именование национального органа законодательной власти — парламент.
При парламентской форме правления законодательный орган представляет собой верховную власть. Одна из его функций — назначение (выборы) президента, исполняющего в основном представительские функции, но не располагающего реальной властью.
При президентской форме правления президент и парламент избираются независимо друг от друга. Законопроекты, прошедшие через парламент, утверждаются главой государства — президентом, который в странах со смешанной формой правления также имеет право роспуска парламента.
Является частным случаем символической власти.